# Alsophis sibonius
Alsophis antillensis là một loài rắn trong họ Rắn nước. Loài này được Cope mô tả khoa học đầu tiên năm 1879.

## Hình ảnh

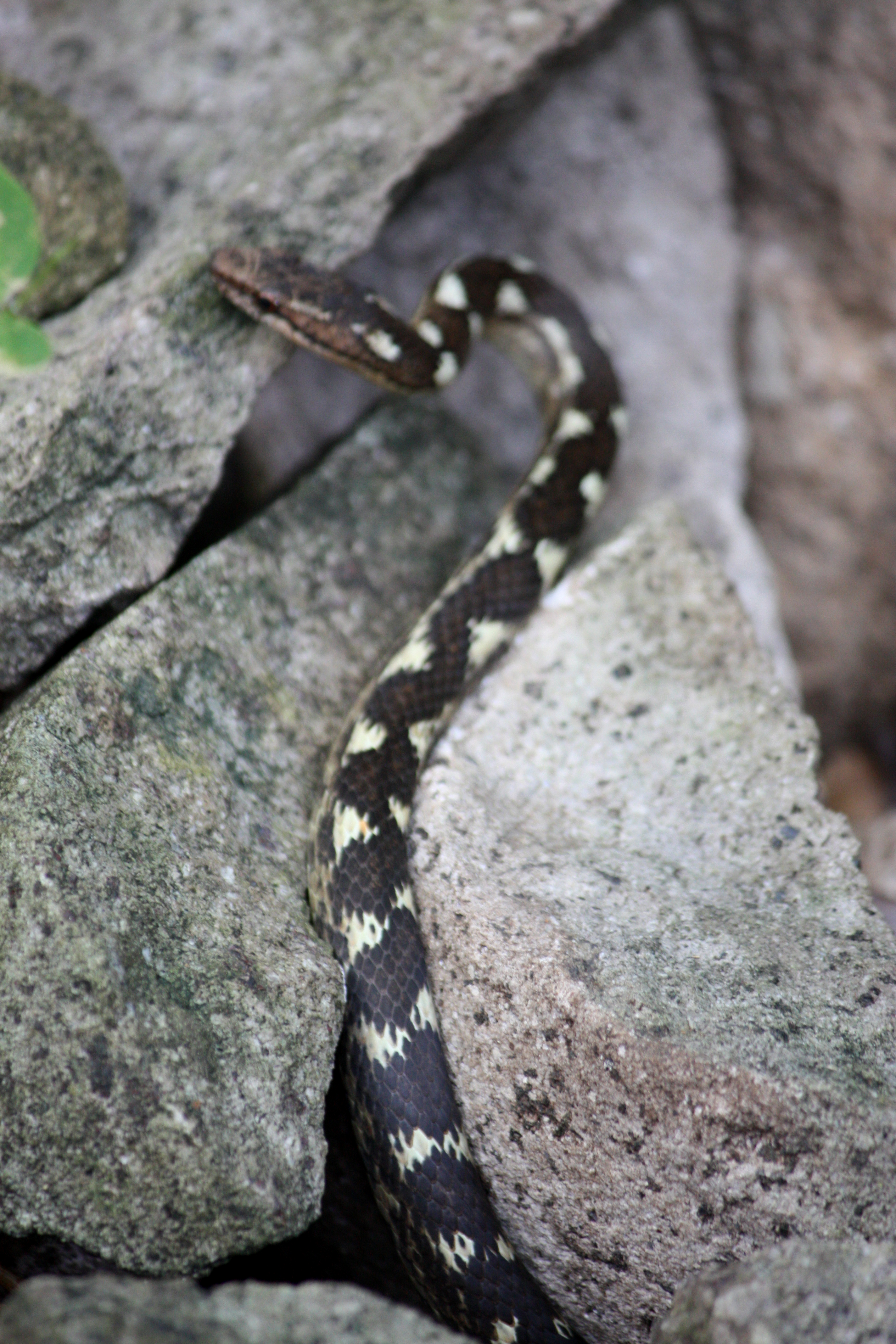
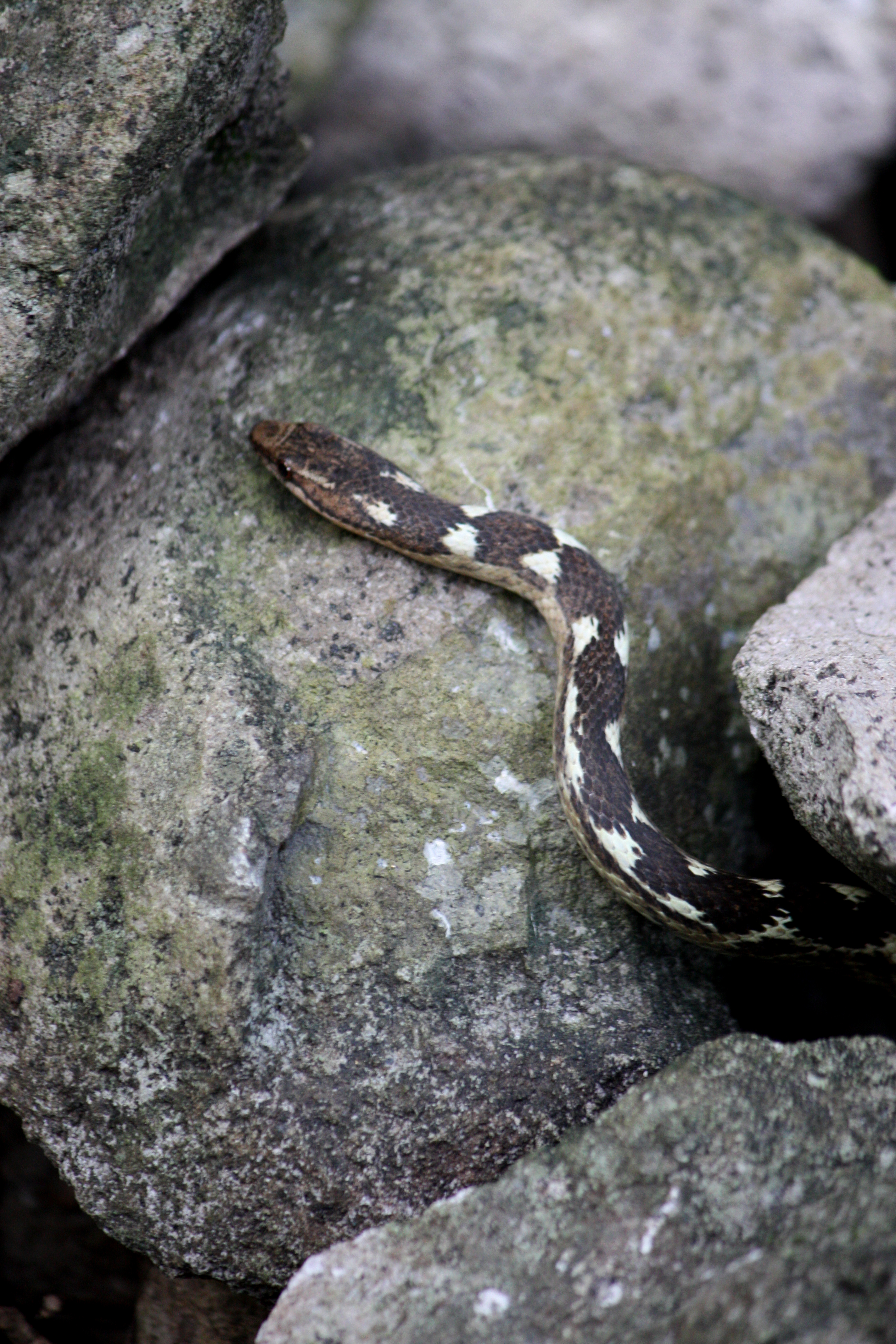
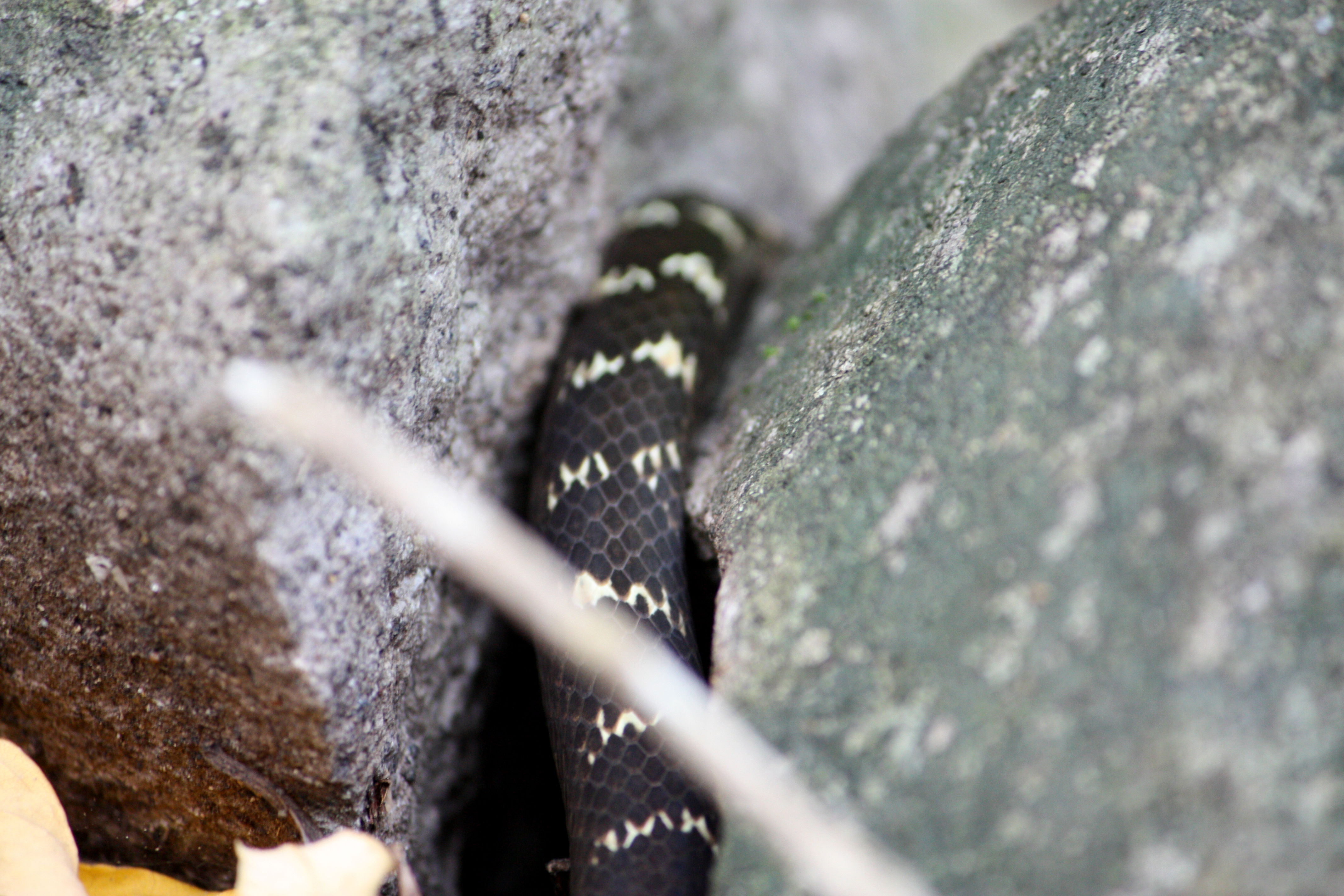
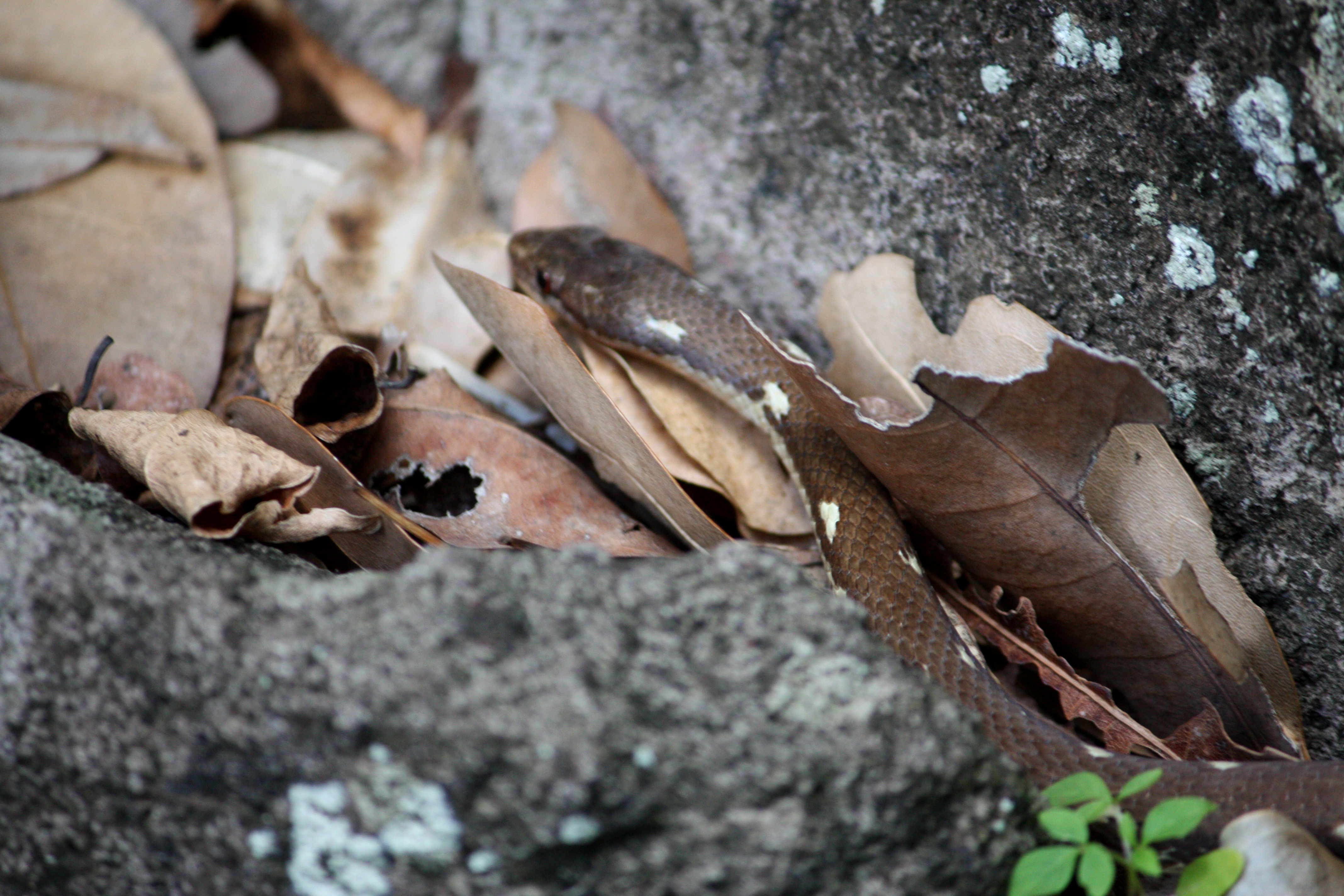